# Рупрехт фон Берг
Рупрехт фон Берг (нем. Ruprecht von Berg; ок. 1365 — 29 июля 1394) — претендент на епископство Пассау (1387—1393), епископ Падерборна с 1389 года. Старший сын герцога Вильгельма I Бергского и его жены Анны, сестры короля Германии Рупрехта.

## Биография
С детства предназначался для духовной карьеры. Получил образование в Риме. В 1386 году папа Урбан VI пожаловал ему титул апостолического нотария (notarius apostolicus).
В начале 1380-х годов претендовал на пост епископа Мюнстера, но встретил противодействие со стороны кёльнского архиепископа Фридриха фон Саарвердена и графов фон дер Марк.
В 1387 году при поддержке короля Венцеслава пытался стать епископом Пассау. Однако его признали только приходы баварской части епархии, а в австрийской герцог Альбрехт III выдвинул своих кандидатов — Германа Дигни, а затем Георга фон Гогенлоэ, последний в 1393 году получил папское согласие.
В ноябре 1389 года стал епископом Падерборна, не отказываясь при этом от притязаний на более богатую епархию Пассау (до 1393).
Вел феодальные войны с соседями. Во время осады замка Падберг 29 июля 1394 года умер от чумы.
Похоронен в Падерборне.